# Łowicz (gmina)
Pour les articles homonymes, voir Łowicz.
Łowicz est une gmina (commune) rurale (gmina wiejska) du powiat de Łowicz, dans la Łódź, dans le centre de la Pologne.
Son siège administratif (chef-lieu) est la ville de Łowicz, bien qu'elle ne fasse pas partie du territoire de la gmina.
La gmina couvre une superficie de 133,38 km2 pour une population de 7 444 habitants en 2006.

## Histoire
De 1975 à 1998, la gmina est attachée administrativement à la voïvodie de Skierniewice.

Depuis 1999, elle fait partie de la voïvodie de Łódź.

## Géographie
La gmina inclut les villages et localités de :
- Bocheń
- Dąbkowice Dolne
- Dąbkowice Górne
- Guźnia
- Jamno
- Jastrzębia
- Klewków
- Małszyce
- Mystkowice
- Niedźwiada
- Ostrów
- Otolice
- Parma
- Pilaszków
- Placencja
- Popów
- Strzelcew
- Świące
- Świeryż Drugi
- Świeryż Pierwszy
- Szczudłów
- Urbańszczyzna
- Wygoda
- Zabostów Duży
- Zabostów Mały
- Zawady
- Zielkowice

### Gminy voisines
La gmina de Łowicz est voisine de:
- la ville de:
  - Łowicz
- et les gminy de:
  - Bielawy
  - Chąśno
  - Domaniewice
  - Kocierzew Południowy
  - Łyszkowice
  - Nieborów
  - Zduny

## Structure du terrain
D'après les données de 2007, la superficie de la commune de Łowicz est de 133,38 kilomètres carrés, répartis comme telle :
- terres agricoles : 83 %
- forêts : 8 %

La commune représente 13,48 % de la superficie du powiat.

## Démographie
Données du 31 décembre 2007 :
| Description        | Total  | Total | Femmes | Femmes | Hommes | Hommes |
| ------------------ | ------ | ----- | ------ | ------ | ------ | ------ |
| Unité              | Nombre | %     | Nombre | %      | Nombre | %      |
| Population         | 7 405  | 100   | 3 769  | 50,9   | 3 636  | 49,1   |
| Densité (hab./km²) | 55     | 55    | 28     | 28     | 27     | 27     |